# Muzică soul
Muzica soul este un gen muzical originar din Statele Unite, ce combină elemente ale muzicii gospel și rhythm and blues. Printre artiștii ce au abordat frecvent acest stil muzical se numără Mary J. Blige, Toni Braxton, Ray Charles, Faith Evans, Aretha Franklin, Marvin Gaye, Michael și Janet Jackson, Ben E. King, Beyoncé Knowles, Lenny Kravitz, Patti LaBelle, Leona Lewis, Prince, Minnie Riperton, Lionel Ritchie, Dusty Springfield, Tina Turner, Dionne Warwick, Mary Wells și Stevie Wonder. Muzica soul este o muzică specifică cântăreților de culoare, deși există și unele excepții ca Chris Clarke, Duffy, Dusty Springfield sau Amy Winehouse.